# Acatlán de Juárez
Pour la municipalité de l'État de Oaxaca, voir Acatlán de Pérez Figueroa.
Pour les articles homonymes, voir Juárez.
Acatlán de Juárez est une ville et une municipalité de l'État de Jalisco au Mexique.
La municipalité a 22 261 habitants en 2015.

## Nom et héraldique
Acatlán, qui s'appelait « Santa Ana Acatlán » depuis l'époque coloniale, prend le nom de « Acatlán de Juárez » en 1906. Le nom de la ville vient du nahuatl aka tlan signifiant « lieu où abondent les roseaux ».
En haut du blason de la municipalité figure le glyphe acatl, treizième signe du calendrier aztèque représenté par un faisceau de roseaux, qui renvoie au nom de la ville. La voiture en bas du blason fait référence au voyage de Benito Juárez à travers le Mexique et à son passage à Acatlán en 1858.

## Géographie
Acatlán de Juárez est située à 1 393 m d'altitude, à environ 45 km de Guadalajara. Elle est desservie par l'autoroute Guadalajara-Barra de Navidad et par le train.
La moitié du territoire municipal est formée de plaines et de vallées agricoles. On y pratique l'élevage et des cultures telles que la canne à sucre, le maïs, les haricots, les arachides, le tournesol et la tomate.
Les reliefs atteignent 2 200 m d'altitude au sud-est et au nord-ouest de la municipalité.
La température moyenne annuelle est de 20,5 °C.
Les vents dominants viennent de l'ouest.
Les précipitations annuelles moyennes approchent 715 mm.
Il pleut principalement en juillet et en août.
Il y a 7 jours de gel par an en moyenne.
|              | Tala               | Tlajomulco de Zúñiga |
| Villa Corona | Acatlán de Juárez  |                      |
|              | Zacoalco de Torres | Jocotepec            |

## Histoire
La région est habitée depuis les XIIe et XIIIe siècles.
En 1509, une tribu coca (es) de Cocula vaincue par les Purépechas s'installe sur le territoire d'Acatlán.
En 1550 le vice-roi de Nouvelle-Espagne fait établir le premier plan de la municipalité pour régler des différends avec les habitants de Zacoalco, Ahualulco (es) et Ameca.
La fondation de l'église Santa Ana date de l'arrivée des Augustins au début du XVIIe siècle[réf. souhaitée].
En 1858, Benito Juárez fait étape à Acatlán en route pour Manzanillo. Il manque y mourir[pourquoi ?] mais l'intervention du prêtre de la paroisse et des voisins lui sauve la vie.
En 1866,sur Cerro de La Coronilla, les forces républicaines repoussent les envahisseurs français et leurs alliés conservateurs.
En 1906, Acatlán acquiert le statut de ville et prend le nom de Acatlán de Juárez.

## Démographie
En 2010, la municipalité compte 23 241 habitants, dont 87% de population urbaine, pour une superficie de 176,85 km2. Elle comprend alors 32 localités dont la plus importante est le chef-lieu Acatlán de Juárez (10 461 habitants) suivie par Bellavista, El Plan, Villa de los niños et Los Pozos avec 7 163, 2 673, 1 490 et 848 habitants respectivement.
Au recensement de 2015, la population de la municipalité passe à 22 261 habitants.

## Points d'intérêt
- l'église Santa Ana construite vers 1850 en pierre locale ;
- le musée des arts et métiers « Benito Juárez »
- forêts, paysages et sources thermales dans le Cerro de La Coronilla[1].